# Municipio de Xochitlán de Vicente Suárez
El municipio de Xochitlán de Vicente Suárez (del nahuatl: xóxchitl, tlan ‘flores, entre’‘Lugar entre flores’) es uno de los 217 municipios que conforman al estado mexicano de Puebla. Fue elevado a categoría de municipio en 1895 y su cabecera es la ciudad de Xochitlán de Vicente Suárez.

## Geografía
El municipio se encuentra a una altitud promedio de 1040 m s. n. m. y abarca un área de 78.20 km². Colinda al norte con el municipio de Zoquiapan, al oeste con Huitzilan de Serdán y Zapotitlán de Méndez, al sur con Xochiapulco y al este con Nauzontla.

## Demografía
De acuerdo al último censo, realizado por el INEGI en 2010, en el municipio hay una población total de 12249 habitantes, lo que le da una densidad de población aproximada de 156 habitantes por kilómetro cuadrado.

## Tipos de vegetación
//Tipo	                     //Superficie (km²)	// Porcentaje
//Agricultura de temporal	 // 61.374544	    //  78.3 %
//Pastizal cultivado	     // 5.054817462	    //  6.45 %
//Bosque mesófilo de montaña //	1.225844321	    //  1.56 %
//Bosque de pino-encino      //	10.72368338	    // 13.68 %
Del municipio de Xochitlán de Vicente Suárez no hay información oficial de un estudio florístico, pero las características y flora más común son las siguientes: 
El bosque mesófilo de montaña presenta varios estratos arbóreos. Se desarrolla en regiones de relieve accidentado y las laderas de pendiente pronunciada, prospera en altitudes de entre 600 y 3100 m s. n. m. La mayor parte del año está inmerso en neblina o nubes bajas, con lluvias abundantes y vientos húmedos en las laderas con influencia del mar (barlovento).
La temperatura media anual oscila entre los 12° y los 23 °C. En invierno puede ser menor a 0 °C. Precipitación media anual de 1500 a 3000 mm o más. Nunca menos de 1000 mm. Los meses secos son de 0 a 4. Está dominado por árboles en varios estratos, con abundancia de helechos y epífitas. El follaje del 50% de sus especies de árboles se pierde durante alguna época del año.
Por lo general, su cubierta vegetal es de 15 a 35 m de alto, Comúnmente existen varios estratos arbóreos, además de uno o dos arbustivos.
Las especies principales que lo componen son: Encinos o Robles género Quercus, magnolias (Magnolias spp.), liquidámbar (Liquidambar spp.), guayabillo Matudaea trinervia, nogales Género Juglans, palo de Fierro Ostrya virginiana, doradillas Género Selaginella, género Lycopodium, lechillo Carpinus caroliniana, Inga vera, Cedreola odorata y la Bursera simaruba
Por otro lado, el bosque de pino-encino. En las partes más altas y cumbres de las sierras hay bosques de pino que pueden alcanzar los 25 metros de altura, y en las partes bajas, faldas y lomeríos están los bosques de encino que alcanzan unos 7 metros. Las principales especies que lo componen son:  Encino barcino (Quercus magnoliifolia), el pino de Durango Pinus durangensis y Ocote colorado (Pinus patula)
Respecto a los pastizales: Es una comunidad dominada por diferentes especies de gramíneas (20-70cm). Pocos árboles y arbustos muy dispersos. Pueden ser producto del desmonte de terrenos boscosos. Se desarrollan en suelos medianamente profundos de mesetas, fondos de valles y laderas poco inclinadas.
Las principales especies que lo conforman son:  Pasto navajita (Bouteloua spp.) Popotillo plateado (Andropogon) y Pasto alambre o Pasto enredadera (Cynodon dactylon)

## Clima
De acuerdo con el sistema de clasificación climática de Köppen modificado por Enriqueta García Para las condiciones de la república mexicana:
Cf: Clima Templado húmedo con lluvias repartidas uniformemente o sin 
estación seca definida. 